# 행크 코크런
갈런드 페리 "행크" 코크런(Garland Perry "Hank" Cochran, 1935년 8월 2일 ~ 2010년 7월 15일)은 미국의 컨트리 가수, 작곡가다.
미시시피주 그린빌에서 태어났다. 어린 나이에 부모를 여의고 고아원에서 자랐다. 청소년 시절에 친척이 살던 뉴멕시코주 홉스로 이사해 거기서 얹혀살았다. 삼촌에게서 기타 코드를 접한 후 컨트리 음악에 빠진다. 학교를 중퇴하고 유전 노동자로 일하다 1951년 캘리포니아로 건너가 벨 가든스에 정착하여 막노동으로 벌이했다. 1953년 KXLA에서 매주 일요일 디제이 스퀴킨 디콘이 방송하는 《리버사이드 란초》에 주기적으로 출연한다. 원래 아마추어로 출연하다 나중에는 행크 코크런이란 예명으로 출연하고, 또 작곡가로도 활동했다. 함께 팀을 맺은 에디 코크런과 만났을 때는 클럽에서 활약하는 프로였다.
1960년부터 코크런은 팻시 클라인, 레이 프라이스, 에디 아놀드 등한테 히트곡을 지어주는 작곡가로 활약했다. 1962년에서 1980년까진 취입활동으로 《빌보드》 컨트리 음악 차트에 여덟 곡을 진입시켰다. 가장 성공한 곡은 20위까지 오른 〈Sally Was a Good Old Girl〉. 2014년 컨트리 음악 명예의 전당에 헌액되었다.